# Poolse presidentsverkiezingen 2010
De Poolse presidentsverkiezingen van 2010 werden vervroegd gehouden op 20 juni. Een tweede ronde vond plaats op 4 juli. Aanvankelijk waren nieuwe presidentsverkiezingen in het najaar van 2010 verwacht, maar de dood van president Lech Kaczyński bij de vliegramp bij Smolensk op 10 april maakte vervroegde verkiezingen noodzakelijk: volgens de Poolse Grondwet moesten binnen twee weken nieuwe verkiezingen worden aangekondigd, die binnen 60 dagen daarop zouden moeten plaatsvinden. De tijdelijke president van Polen werd volgens de Grondwet de voorzitter van het Poolse parlement, Bronisław Komorowski. Op 21 april maakte Komorowski, die zelf ook kandidaat was voor de komende verkiezingen, de verkiezingsdatum bekend.
Kandidaten voor de verkiezingen hadden tot 26 april de tijd om zich in schrijven voor de verkiezingen, waarvoor een lijst nodig was met 1.000 handtekeningen van aanhangers. Daarnaast moet elke kandidaat vóór 6 mei ook een lijst met 100.000 handtekeningen inleveren. Naast president Kaczyński, die zich mogelijk herkiesbaar zou hebben gesteld als kandidaat van de PiS, kwam bij de vliegramp nog een presidentskandidaat om het leven, te weten Jerzy Szmajdziński van de centrumlinkse SLD.
Naast een verkiezing voor een nieuwe president, vonden er ook tussentijdse verkiezingen plaats voor drie zetels in de Senaat, aangezien er bij de vliegramp ook drie senatoren om het leven waren gekomen, te weten Krystyna Bochenek (PO), Janina Fetlińska (PiS) en Stanisław Zając (PiS).

## Kandidaten

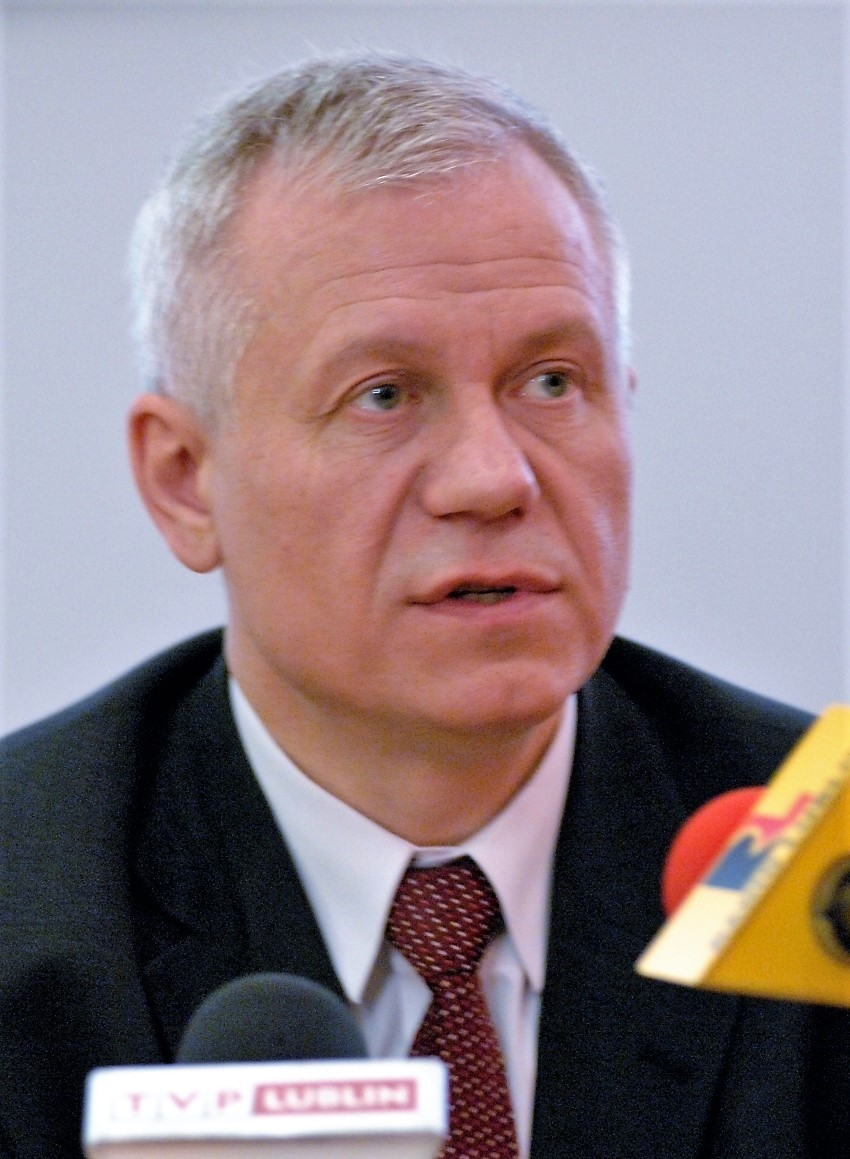
Voormalige voorzitter van de Sejm Marek Jurek, namens Prawica Rzeczypospolitej
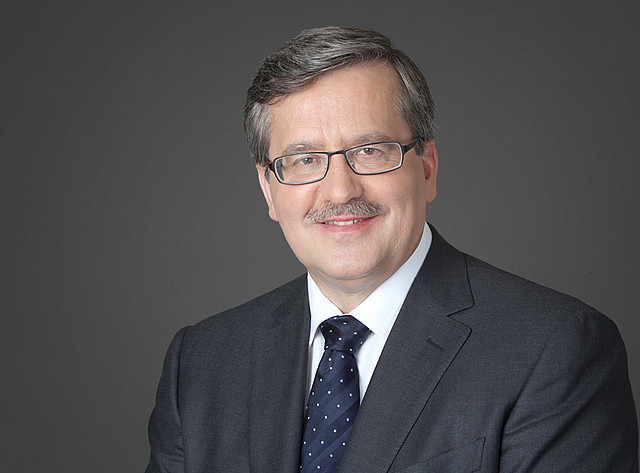
Voorzitter van de Sejm en waarnemend president Bronisław Komorowski, van het Burgerplatform
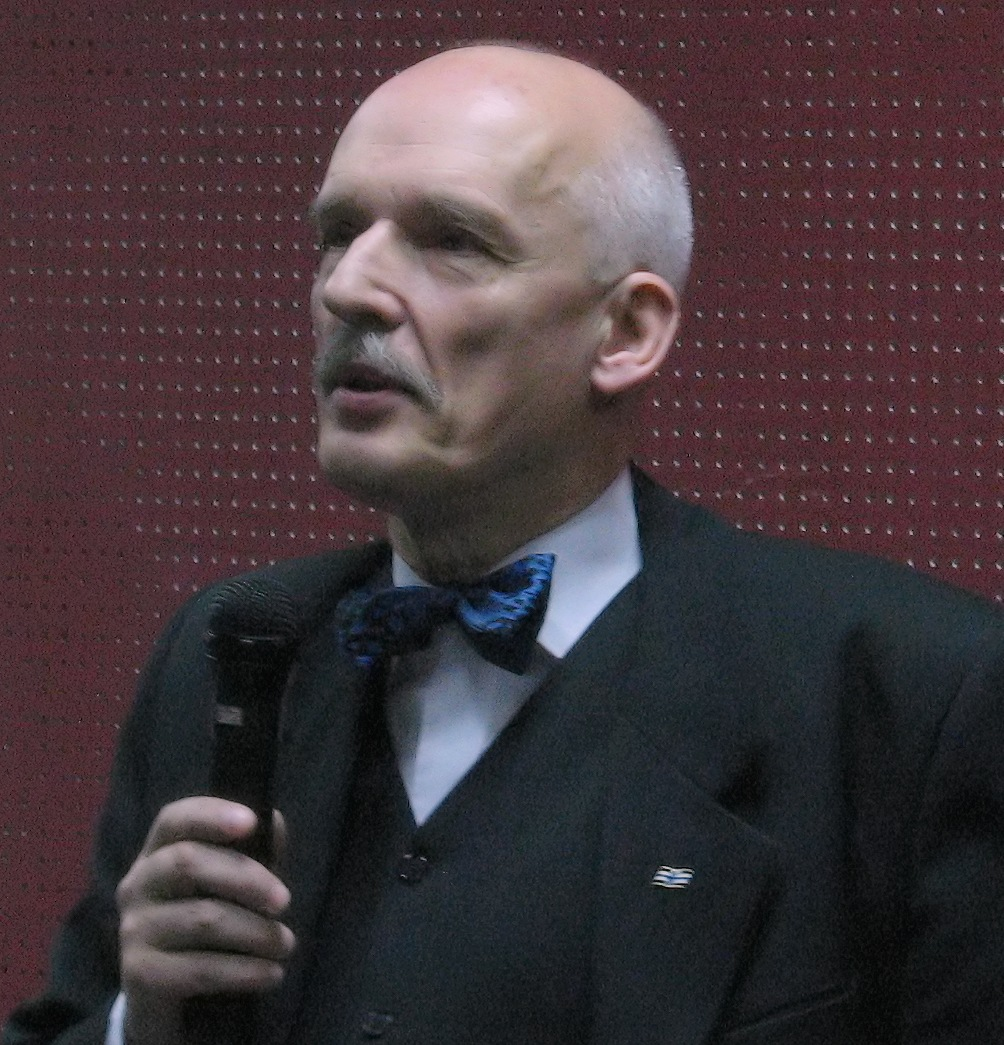
Janusz Korwin-Mikke van de groepering Wolność i Praworządność
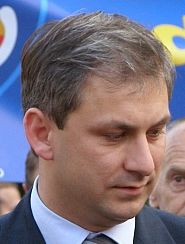
Grzegorz Napieralski van de sociaaldemocratische SLD
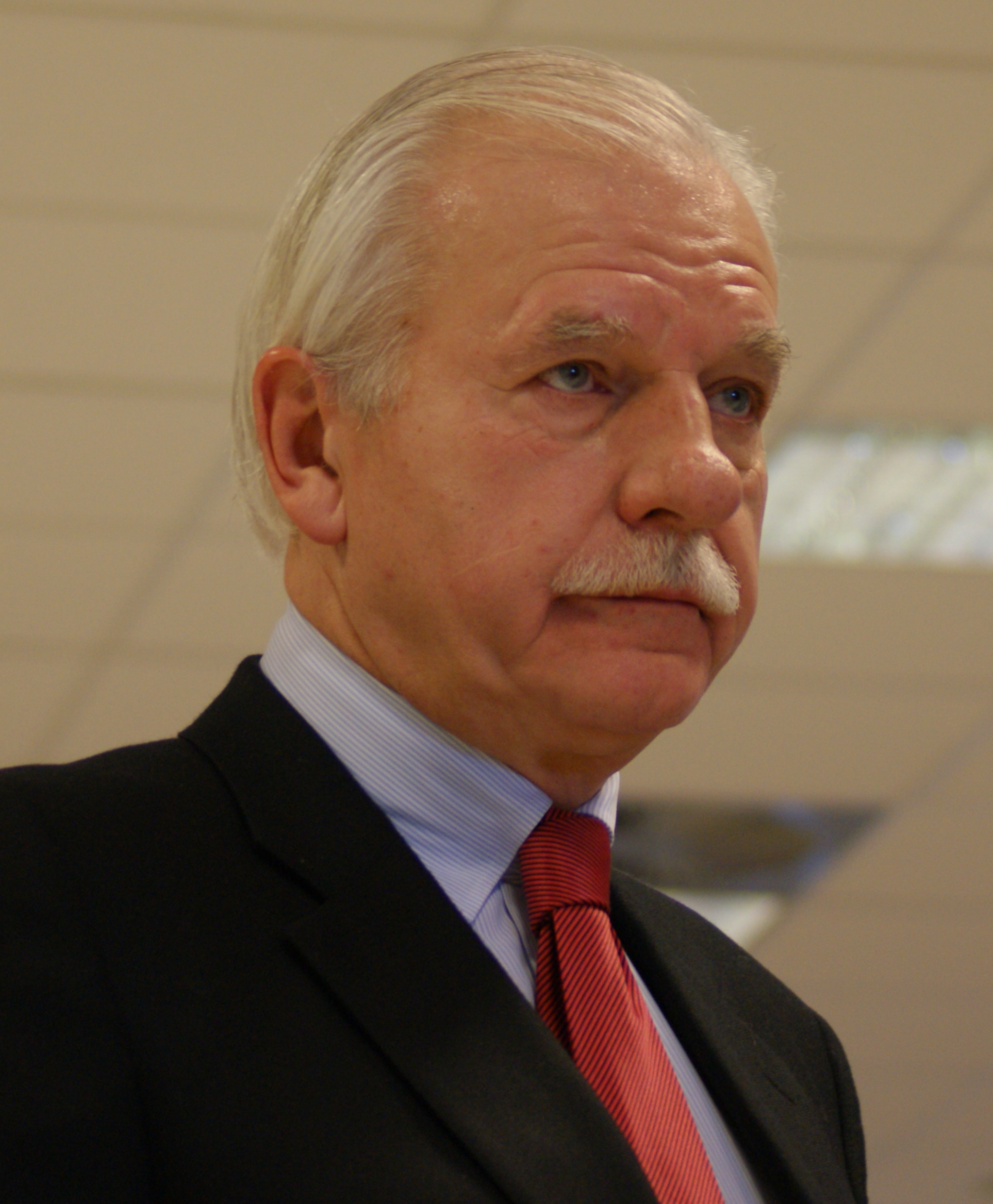
Andrzej Olechowski, onafhankelijk
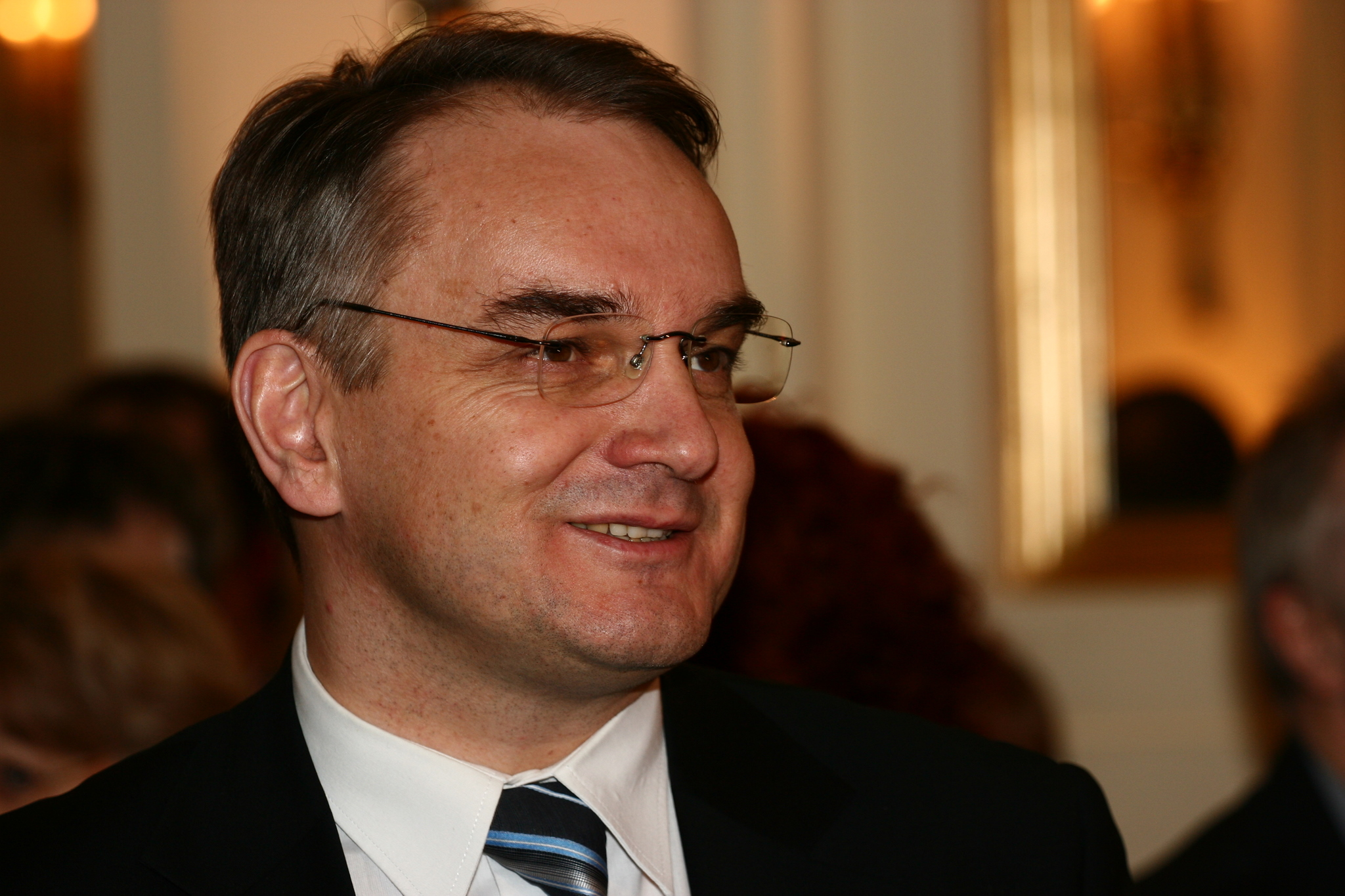
Vice-premier Waldemar Pawlak van de Poolse Volkspartij
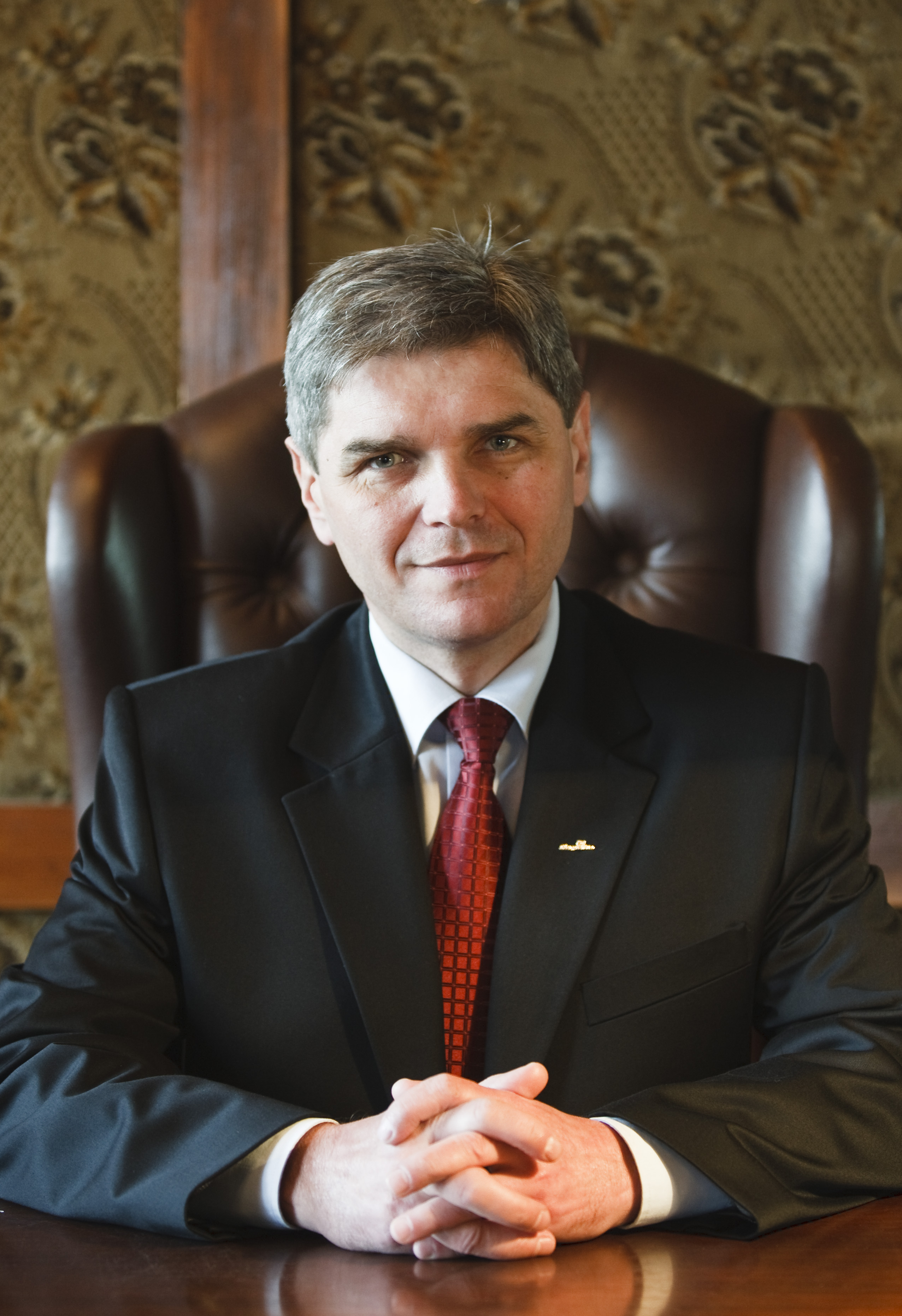
Bogusław Ziętek, leider van de linkse Polska Partia Pracy

Hoewel het lange tijd onduidelijk was wie namens de PiS kandidaat zou worden bij de verkiezingen, werd op 26 april bekendgemaakt dat Lech Kaczyński's tweelingbroer Jarosław de kandidaat zou worden bij de verkiezingen. "Polen is ons groot gemeenschappelijk engagement. Het vereist dat persoonlijk leed overstegen wordt, dat de plicht vervuld wordt ondanks een persoonlijke tragedie", aldus Jarosław Kaczyński in een verklaring op de website van zijn partij PiS. "Het is om die reden dat ik de beslissing genomen heb me kandidaat te stellen voor het presidentschap van de republiek Polen", aldus Kaczyński op zijn website

## Peilingen
Volgens peilingen kan waarnemend president Komorowski rekenen op een overwinning bij de komende verkiezingen. Eind april stond Komorowski in de peilingen op 49 procent van de stemmen, tegenover 26 procent voor Jarosław Kaczyński, iets meer dan zijn broer Lech. Andere peilingen in april gaven Komorowski een voorsprong van 55 en 39 procent tegen respectievelijk 32 en 18 procent voor Kaczyński Sinds de dood van president Lech Kaczyński is de PiS echter flink gestegen in de peilingen. Volgens waarnemers gokken de conservatieven dan ook op een 'medelijdenbonus' voor Jarosław Kaczyński.

### Eerste ronde
| Datum       | Komorowski | Kaczyński | Napieralski | Kalisz | Olechowski | Pawlak | Jurek |
| ----------- | ---------- | --------- | ----------- | ------ | ---------- | ------ | ----- |
| 28 mei 2010 | 50         | 33        | 4           | -      | 1          | 1      | 1     |
| 16 mei 2010 | 41         | 28        | 4           | -      | 2          | 3      | -     |
| 20 apr 2010 | 49         | 26        | -           | 6      | 5          | 3      | 3     |
| 27 apr 2010 | 47         | 27        | 5           | -      | -          | -      | -     |

### Tweede ronde
| Datum       | Komorowski | Kaczyński | Onbeslist |
| ----------- | ---------- | --------- | --------- |
| 27 apr 2010 | 57         | 35        | 8         |
| 28 apr 2010 | 63         | 29        | 8         |
| 14 mei 2010 | 53         | 34        | 17        |
| 28 mei 2010 | 58         | 37        | 5         |

## Uitslag eerste ronde

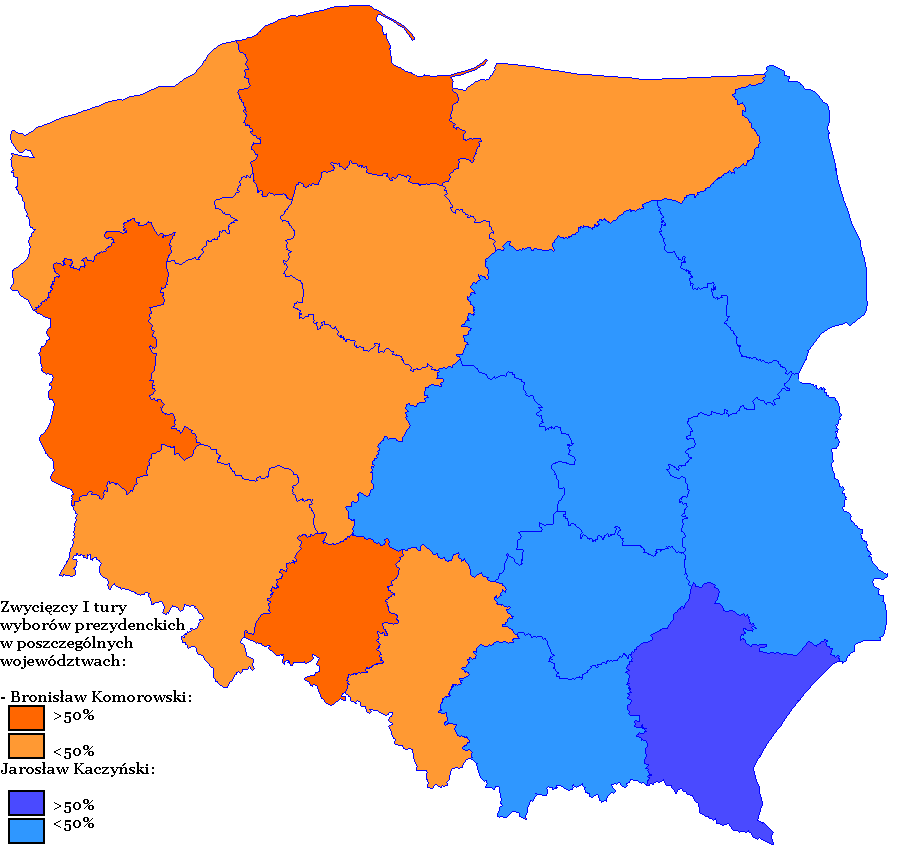
De winnaar van de eerste ronde van de presidentsverkiezingen per wojwodschap

De eerste ronde van de verkiezingen vond plaats op 20 juni 2010 en een dag later werd de officiële uitslag bekendgemaakt. Bronisław Komorowski en Jarosław Kaczyński behaalden de meeste stemmen, maar geen van hen wist een absolute meerderheid van de kiezers achter zich te krijgen, zodat op 4 juli een tweede ronde moest plaatsvinden.
| Kandidaat                     | Stemmen    | %       |
| ----------------------------- | ---------- | ------- |
| Bronisław Maria Komorowski    | 6 981 319  | 41,54%  |
| Jarosław Aleksander Kaczyński | 6 128 255  | 36,46%  |
| Grzegorz Bernard Napieralski  | 2 299 870  | 13,68%  |
| Janusz Ryszard Korwin-Mikke   | 416 898    | 2,48%   |
| Waldemar Pawlak               | 294 273    | 1,75%   |
| Andrzej Marian Olechowski     | 242 439    | 1,44%   |
| Andrzej Zbigniew Lepper       | 214 657    | 1,28%   |
| Marek Jurek                   | 177 315    | 1,06%   |
| Bogusław Zbigniew Ziętek      | 29 548     | 0,18%   |
| Kornel Andrzej Morawiecki     | 21 596     | 0,13%   |
| Totaal                        | 16 806 170 | 100,00% |
| Opkomst                       | Opkomst    | 54,94%  |

## Uitslag tweede ronde
| Kandidaat            | Stemmen    | Procent |
| -------------------- | ---------- | ------- |
| Bronisław Komorowski | 8 933 887  | 53,01%  |
| Jarosław Kaczyński   | 7 919 134  | 46,99%  |
| Totaal               | 16 853 021 | 100,00% |
| Opkomst              | Opkomst    | 55,31%  |